# Finedon
Finedon es un pueblo y una parroquia civil del distrito de Wellingborough, en el condado de Northamptonshire (Inglaterra).

## Demografía
Según el censo de 2001, Finedon tenía 4188 habitantes (2116 varones y 2072 mujeres). 826 de ellos (19,72%) eran menores de 16 años, 3038 (72,54%) tenían entre 16 y 74, y 324 (7,74%) eran mayores de 74. La media de edad era de 40,42 años. De los 3362 habitantes de 16 o más años, 813 (24,18%) estaban solteros, 1935 (57,56%) casados, y 614 (18,26%) divorciados o viudos. 2107 habitantes eran económicamente activos, 2003 de ellos (95,06%) empleados y otros 104 (4,94%) desempleados. Había 50 hogares sin ocupar, 1847 con residentes y 5 eran alojamientos vacacionales o segundas residencias.
| 886                         | 967 | 1159 | 1292 | 1378 | 1588 | - | - | 2404 | 3197 | 4129 | 3782 | 3973 | 4100 |
| (Fuente: Vision of Britain) |     |      |      |      |      |   |   |      |      |      |      |      |      |